# 合约男女
《合约男女》(Love Contractually) 是博纳影业出品、刘国楠执导的一部浪漫喜剧片，郑秀文、张孝全主演，中国大陸于2017年2月14日上映。

## 剧情
逆轉「霸道總裁」梗，鄭秀文這次當起霸道女總裁。對愛情感到絕望的葉瑾認為只有對孩子的感情才是永恆的，於是決定借精生子。在嚴格的層層篩選後，居然挑上不羈的快遞員肖博當作「精主」，面對霸道女總裁，肖博不得不配合葉瑾的要求，簽下了這張「精主合約」…。

## 角色
- 郑秀文 饰 叶瑾，保险公司CEO
- 张孝全 饰 肖博，快递员
- 冯文娟 饰 vivian
- 林雪 饰 叶瑾父親，失智
- 徐冬冬 饰 Jenni
- 尹子维 饰 秦楓
- 金巧巧 饰 蘇菲
- 弦子 饰 芳芳
- 田野 饰
- 王亚飞 饰
- 王博文 饰

## 制作
这是刘国楠独立执导的第一部电影作品，他之前担任张艺谋多部电影的副导演。刘国楠表示，故事蓝本是片方提供的，自己也认为“借精生子”这个话题随着社会接受度越来越高，可以制作成一部好看的爱情片。这是郑秀文首次与中国内地导演合作，也是张孝全首次主演喜剧片。取景地包括法国西北岸的诺曼底地区。

## 发行
2017年2月8日，终极预告片发布。2月9日下午，主创在北京举行了首映礼。
中国大陆累计5954万人民币。